# ألبرت لويس (منتج أفلام)
ألبرت لويس (بالإنجليزية: Albert Lewis)‏ هو منتج أفلام أمريكي، ولد في 15 مارس 1885 في Kolno ‏ في بولندا، وتوفي في 5 أبريل 1978 في بيفرلي هيلز في الولايات المتحدة.

## وصلات خارجية
- ألبرت لويس على موقع IMDb (الإنجليزية)
- ألبرت لويس على موقع قاعدة بيانات برودواي على الإنترنت (الإنجليزية)
- ألبرت لويس على موقع قاعدة بيانات الفيلم (الإنجليزية)